# Chimerothalassius
Chimerothalassius (лат.) — род мух-зеленушек из подсемейства Parathalassiinae (Dolichopodidae). 5 видов. Новая Зеландия, Новая Каледония, Карибские острова. Название рода происходит от двух латинских слов, Chimaera (Монстр) — ссылка на черты рода, включающего множество уникальных для подсемейства признаков; -thalassius — общий суффикс для родовых названий мух, обитающих на морском побережье.

## Описание
Мелкие черноватые мухи длиной около 2 мм. Голова со слабо развитыми парафациями и щеками, едва выступают за нижний глазной край; ротовой аппарат направлен вентрально с мясистым лабеллумом; пальпы удлиненные и узкие. Передние тазики без шипов. Первый брюшной стернит самца без медиального выступа на переднем крае; терминалии самки с акантофорными волосками на синтергите 9+10. В крыле отсутствуют жилка M2, ячейка dm и поперечная жилка dm-m. Обитатели прибрежных биотопов

## Классификация
Род включает 5 видов. Первоначально его сближали с Microphor и включили в подсемейство Microphorinae. Затем перенесли в Parathalassiinae, где он филогенетически тесно связан с родом Neothalassius
- Chimerothalassius ismayi Shamshev & Grootaert, 2003[3] — Новая Зеландия
- Chimerothalassius marshalli Brooks & Cumming, 2022 — Новая Зеландия
- Chimerothalassius riparius Brooks & Cumming, 2022 — Новая Каледония
- Chimerothalassius runyoni Brooks & Cumming, 2018[7] — Montserrat, Доминика, Центральная Америка
- Chimerothalassius sinclairi Brooks & Cumming, 2022 — Новая Каледония